# Reformatio in cappite et in membris
 Reformatio in cappite et in membris лат.(изговор: реформацио ин капите ет ин мембрис.) Промјена у глави и у удовима. (Папа Гргур VII)

## Поријекло изреке
Ова изрека била је гесло папе Гргура VII који је живио у 11. вијеку нове ере. (Папа је између осталог инсистирао на моралном препоруду цркве, забрани брака свештеника и спречавању трговине црквеним положајима и звањима. Значјано је утицао у домену канонског права)

## Значење
Промјена мора бити коријенита. Извршена на свим нивоима власти; у глави и удовима, тј. како на врху тако и у нижим органима.

## Опште значење данас
Данас се тако означавају све свеобухватне, дубоке и коријените промјене.